# San Germano dei Berici
San Germano dei Berici é uma comuna italiana da região do Vêneto, província de Vicenza, com cerca de 1.097 habitantes. Estende-se por uma área de 15 km², tendo uma densidade populacional de 73 hab/km². Faz fronteira com Alonte, Grancona, Lonigo, Orgiano, Sossano, Villaga.

## Demografia
| Variação demográfica do município entre 1861 e 2011                               |
|                                                                                   |
| Fonte: Istituto Nazionale di Statistica (ISTAT) - Elaboração gráfica da Wikipedia |